# Devlet III Giray
Devlet III Giray, född okänt år, död 1717, var Krimkhanatets khan 1716–1717. 